# Michael Sarrazin
Jacques Michel André (Michael) Sarrazin (Quebec, 22 mei 1940 – Montreal, 17 april 2011) was een Canadees acteur.

## Levensloop
Michael Sarrazin werd in 1940 in Quebec geboren als Jacques Michel André Sarrazin. In zijn jeugd verhuisde hij naar Montreal. Sarrazin acteerde in televisieproducties in Toronto, voordat Universal hem een contract aanbood. Zijn bekendste rol was die van Robert Syverton in de dramafilm They Shoot Horses, Don't They? (1969) van Sydney Pollack. Sarrazin had veertien jaar lang een relatie met de Britse actrice Jacqueline Bisset. Hij stierf in 2011 aan kanker.

## Filmografie (selectie)
- 1965: You're No Good
- 1967: Gunfight in Abilene
- 1967: The Flim-Flam Man
- 1968: Journey to Shiloh
- 1968: The Sweet Ride
- 1969: In Search of Gregory
- 1969: Eye of the Cat
- 1969: They Shoot Horses, Don't They?
- 1971: Sometimes a Great Notion
- 1971: Believe in Me
- 1971: The Pursuit of Happiness
- 1972: The Life and Times of Judge Roy Bean
- 1972: The Groundstar Conspiracy
- 1973: Harry in Your Pocket
- 1973: Frankenstein: The True Story
- 1974: For Pete's Sake
- 1975: The Reincarnation of Peter Proud
- 1976: The Gumball Rally
- 1976: The Love and Times of Scaramouche
- 1978: Caravans
- 1980: Deadly Companion
- 1982: The Seduction
- 1983: The Viaduct
- 1985: Joshua Then and Now
- 1987: Captive Hearts
- 1988: Mascara
- 1993: La Florida
- 1995: Bullet to Beijing
- 1996: Midnight in Saint Petersburg
- 1997: The Peacekeeper
- 1998: The Second Arrival
- 2008: The Christmas Choir